# Chamadewerk

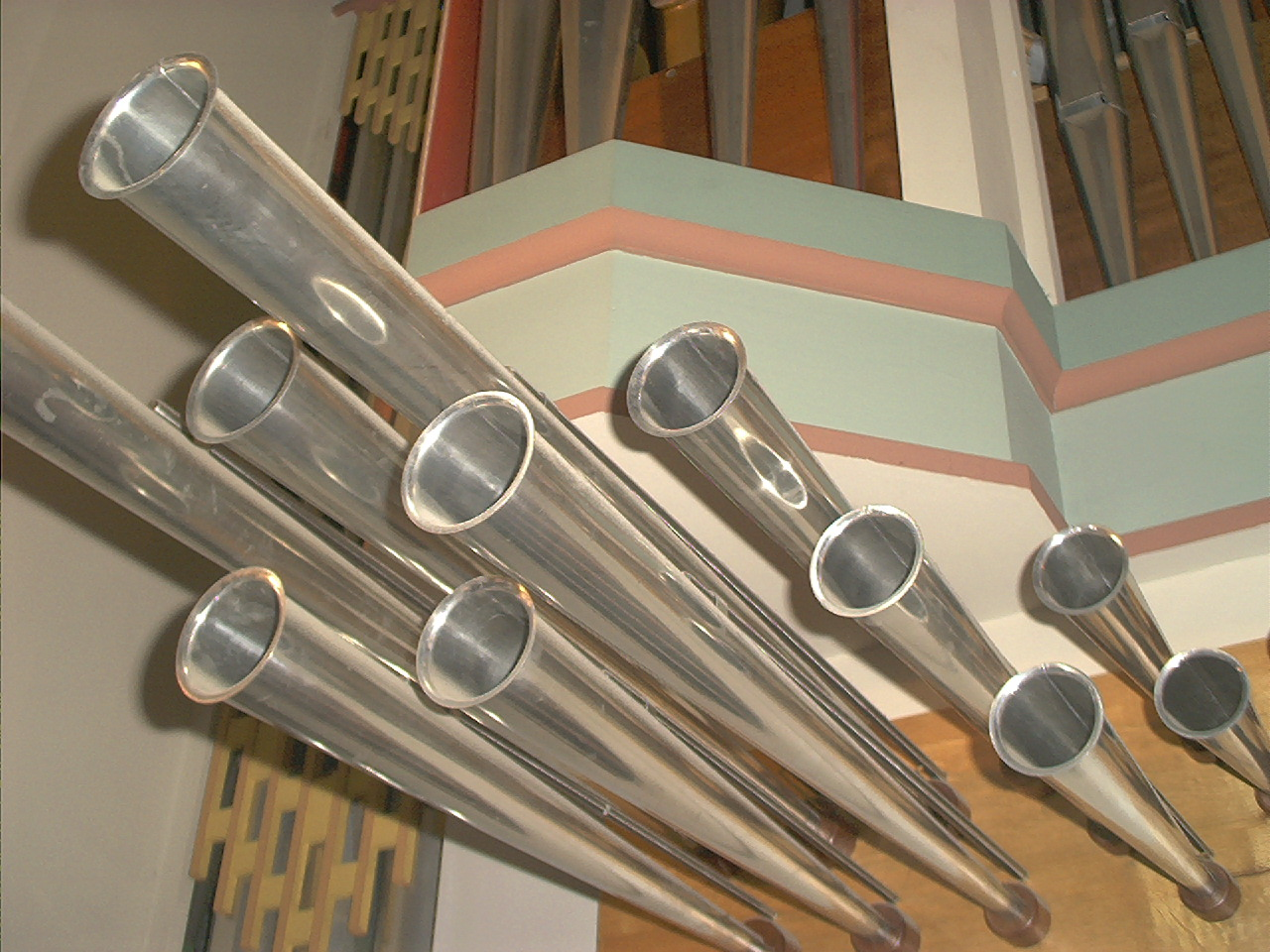
Chamadepijpen.

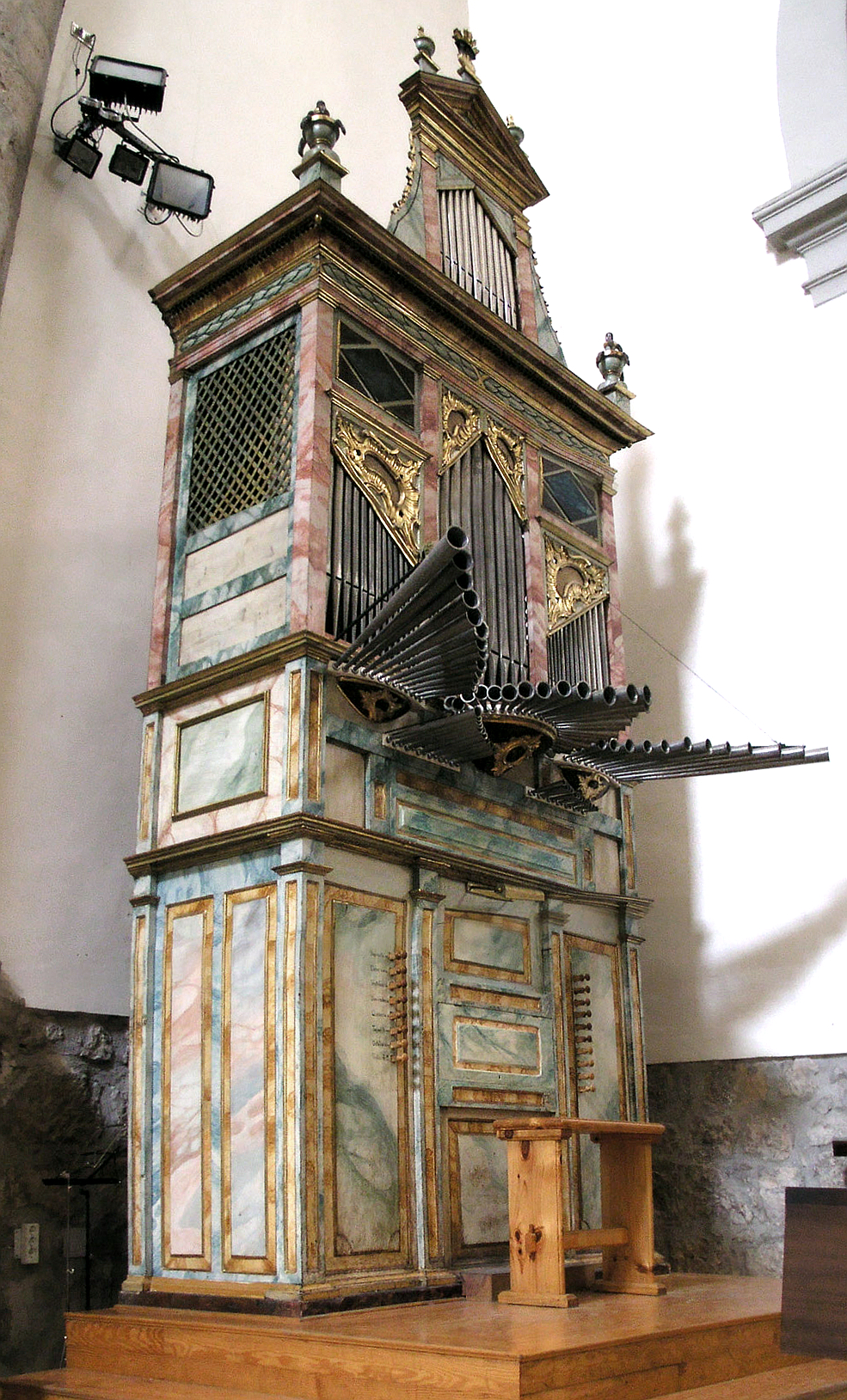
Spaans orgel, Sint-Andreaskerk, Valladolid, 1784.

Het chamadewerk is een reeks orgelregisters - meer specifiek tongregisters - die karakteristiek is voor de Spaanse orgelbouwkunst. 
Het chamadewerk is de zuidelijke variant van het westerse borstwerk (Brustwerk); hier werden een paar soloregisters uitgebouwd vlak boven de klavieren.  Normaliter zijn deze registers altijd tongwerken die horizontaal worden uitgebouwd, een soort chromatische trompetvariant van de prestant.
Zoals het borstwerk waren deze registers te bespelen vanaf een eigen klavier.  Vooral in de laat-18de-eeuwse Spaanse orgelbouw kwamen verschillende registers erbij; de reeks werd uitgebreid met regaalvarianten en kende voor de grote orgels een 16'-, 8'-, 4'-, en 2-voets uitbouw. 
De Spaanse orgels, die in tweetallen in het priesterkoor werden opgesteld (een links en een rechts; zij worden aangeduid als het Organo di Evangelio en het Organo de Epistola), kennen elk twee zijden (voor- en achterzijde). Daarom werden deze orgels vaak langs voor en achter uitgerust met een reeks krachtige tongwerken, hetgeen het echo-effect ten goede kwam. In de 19de eeuw ontdekte Aristide Cavaillé-Coll de glans en kracht van deze merkwaardige registers; hij kopieerde ze naar zijn eigen symfonische orgels. 
Onder andere het Kathedraalorgel van de Abdijkerk van Saint-Ouen in Rouen, dat algemeen beschouwd wordt als het meesterwerk van de Franse bouwer, is voorzien van horizontaal geplaatste tongwerken (8'- en 4'-voet). Deze zijn te bespelen vanaf het Grand Orgue (Hoofdwerk). Bij de bouw van het orgel in de Église Saint-Sulpice in Parijs paste Cavaillé-Coll een variant van de Chamade toe: een Trompette Harmonique waarvan de bekers verkropt in de richting van het schip van de kerk wijzen. Dit register is bespeelbaar vanaf het Solo-klavier en mengt beter in het tutti dan de volledig horizontaal geplaatste exemplaren.
Instrumenten met chamades van vóór de negentiende eeuw zijn nagenoeg alleen in Spanje en Portugal te vinden.  Na de koloniale uitbreiding en kerstening in Zuid-Amerika werden daar ook orgels gebouwd met chamadetongwerken. In het Oost-Vlaamse Gaverland staat nog wel een authentiek laat-18de-eeuws Spaans instrument, met 3 chamaderegisters (8'-, 4'- en 2-voets trompet).
De registers werden uitgebouwd op een losstaande kleppenkast en de luchtbevoorrading gebeurde met zeer lange conducten. Onder andere daardoor was de winddruk aan de lage kant, zodat de intonatie van deze tongwerken extra belangrijk is. Op latere instrumenten worden chamades soms uitgevoerd met een eigen extra krachtige windvoorziening.
Hedendaagse kopieën vindt men terug op grote orgels, zoals het orgel in De Doelen te Rotterdam (Flentrop, 1967/2007), het Marcussen-orgel in de Laurenskerk van Rotterdam (1973) en het kathedraalorgel van Brussel (Grenzing 2001).

## Historische Spaanse registraties
- Regalias 8'
- Trompeta Magna 16'
- Trompeta Real 8'
- Clarins Claro 8'
- Clarins Alto 4'
- Bombarda 16'
- Tiorba 16'
- Trompeta 8'
- Clarin 4'
- Cromorno 8'
- Dulzaina 16'
- Trompeta 8'
- Xeremias 4'
- Trompeta Real 4'
- Trompeta de Batalla 8'